# Atriplex sagittata
Atriplex sagittata là loài thực vật có hoa thuộc họ Dền. Loài này được Borkh. mô tả khoa học đầu tiên năm 1793.